# Sebane
Sebane (llamada oficialmente San Xoán de Savane) es una parroquia y una aldea española del municipio de Navia de Suarna, en la provincia de Lugo, Galicia.

## Otras denominaciones
La parroquia también es conocida por los nombres de San Xoán de Sebane, San Xoán de Sevane y Savane.

## Organización territorial
La parroquia está formada por dos entidades de población:
- Cantorcia
- Sebane (Savane)

## Demografía

### Parroquia
| Gráfica de evolución demográfica de Sebane (parroquia) entre 2000 y 2020 |
|                                                                          |
| Datos según el nomenclátor publicado por el INE.                         |

### Aldea
| Gráfica de evolución demográfica de Sebane (aldea) entre 2000 y 2020 |
|                                                                      |
| Datos según el nomenclátor publicado por el INE.                     |